# Nhóm hàng tiêu dùng nhanh

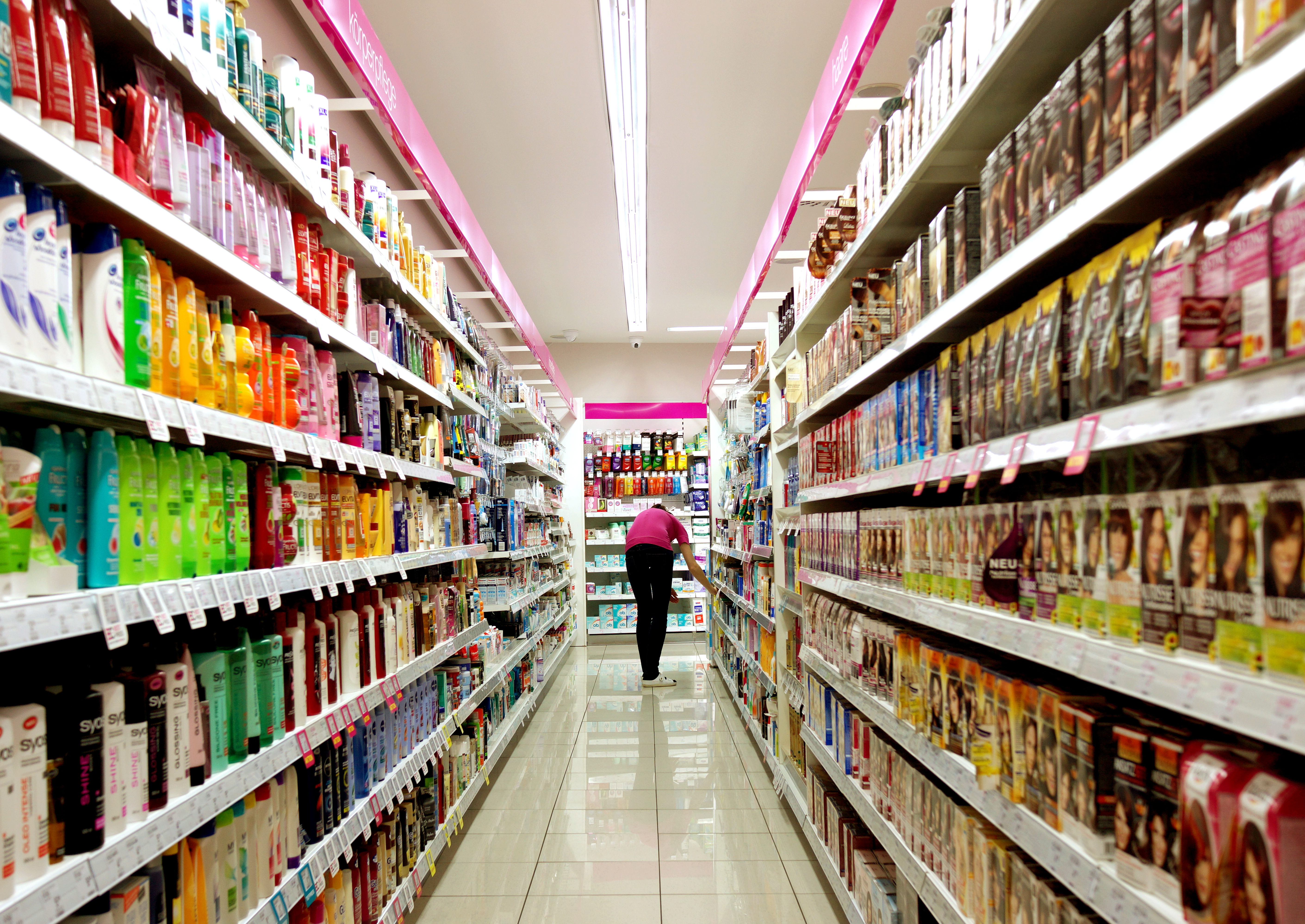
Lối đi trong một dãy hàng bán hàng tiêu dùng nhanh

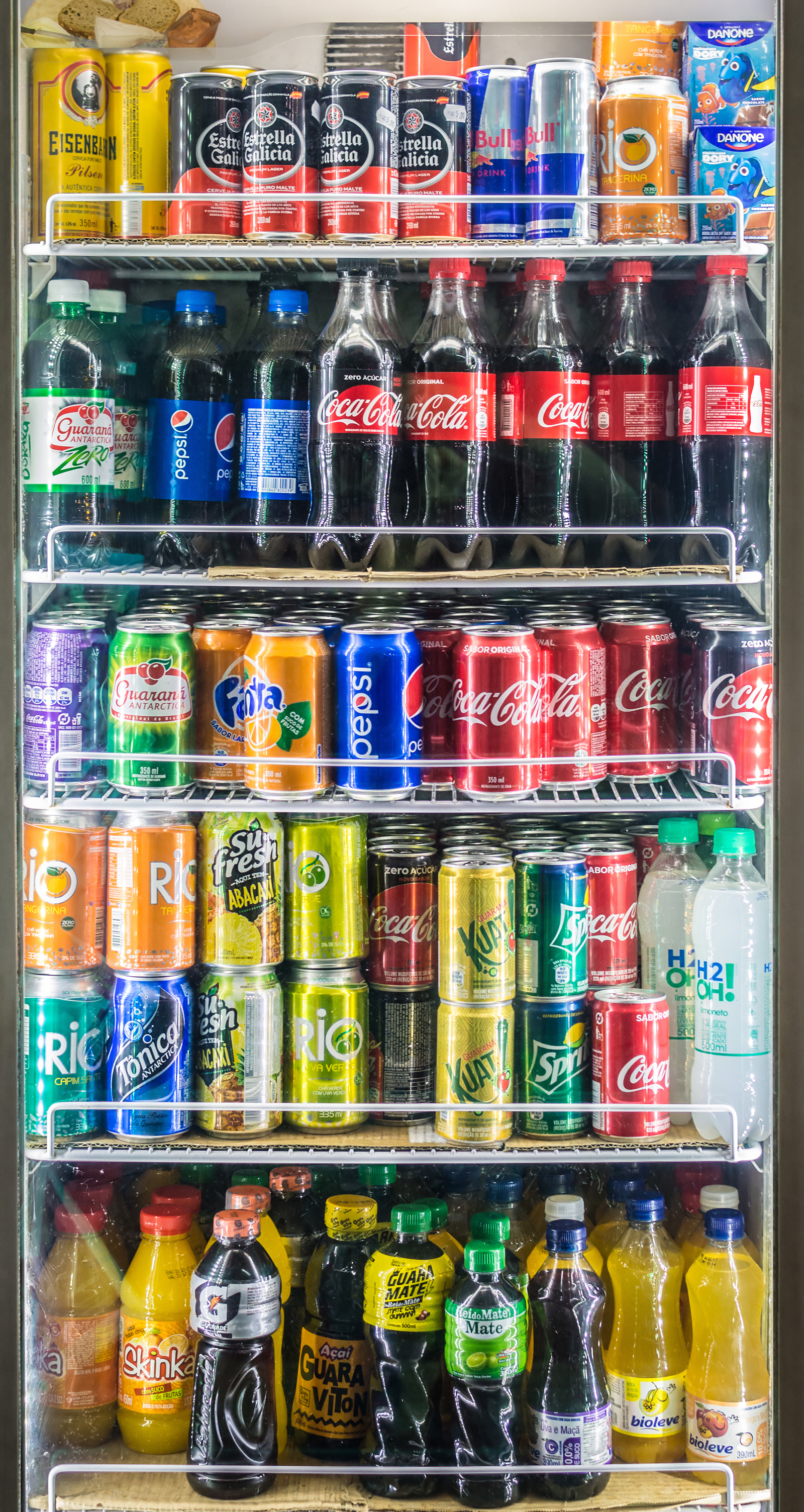
Nước giải khát là FMCG

Hàng tiêu dùng nhanh (FMCG) hoặc Hàng hóa đóng gói tiêu dùng (CPG) là những sản phẩm được bán nhanh chóng và với chi phí khá thấp. Ví dụ bao gồm các mặt hàng gia dụng không bền như thực phẩm đóng gói, đồ uống, đồ dùng vệ sinh, thuốc không kê đơn và hàng tiêu dùng khác.
Nhiều mặt hàng tiêu dùng nhanh có thời hạn sử dụng ngắn, do nhu cầu tiêu dùng cao hoặc là kết quả của sự xuống cấp nhanh. Một số FMCG, chẳng hạn như thịt, trái cây, rau, các sản phẩm từ sữa và đồ nướng rất dễ hỏng. Các hàng hóa khác, chẳng hạn như thực phẩm đóng gói sẵn, nước ngọt, kẹo và đồ vệ sinh có tỷ lệ doanh thu cao. Bán hàng đôi khi bị ảnh hưởng bởi kỳ nghỉ và/hoặc thời gian theo mùa và cũng bởi giảm giá được cung cấp.
Bao bì là rất quan trọng đối với FMCG. Để thành công trong phân khúc FMCG rất năng động và sáng tạo, một công ty không chỉ phải làm quen với người tiêu dùng, thương hiệu và hậu cần, mà còn phải có sự hiểu biết đúng đắn về bao bì và quảng bá sản phẩm. Bao bì phải vừa hợp vệ sinh vừa thu hút khách hàng. Hệ thống hậu cần và phân phối thường yêu cầu đóng gói thứ cấp và đại học để tối đa hóa hiệu quả. Bao bì gói hoặc bao bì bọc ngoài bảo vệ sản phẩm và kéo dài thời hạn sử dụng đồng thời cung cấp thông tin sản phẩm cho người tiêu dùng.
Biên lợi nhuận trên các sản phẩm FMCG có thể tương đối nhỏ, nhưng chúng thường được bán với số lượng lớn; do đó, lợi nhuận tích lũy trên các sản phẩm đó có thể là đáng kể. Theo BASES, 84% chuyên gia làm việc cho hàng tiêu dùng nhanh đang chịu nhiều áp lực hơn để nhanh chóng đưa sản phẩm mới ra thị trường so với năm hay mười năm trước. Với suy nghĩ này, 47% những người được khảo sát thú nhận rằng thử nghiệm sản phẩm bị ảnh hưởng nhiều nhất khi thời hạn sử dụng được đẩy nhanh.
Sự phát triển của internet trong một phần tư thế kỷ qua và sự gia tăng của hiện tượng cộng đồng thương hiệu đã góp phần rất lớn vào nhu cầu về FMCG. Ví dụ, theo dữ kiện internet của nhóm nghiên cứu AGOF của Đức, 73% dân số Đức đang trực tuyến. Ngoài ra, 83,7% người dùng internet tuyên bố sử dụng web để tìm kiếm thông tin và 68,3% để mua sắm trực tuyến. Tuy nhiên, hầu hết các sản phẩm FMCG không được đặt hàng trực tuyến vì hầu hết người tiêu dùng lựa chọn sự tiện lợi của các cửa hàng thực sự gần nhà cho các sản phẩm trong danh mục này.

## Đặc điểm
Sau đây là các đặc điểm chính của FMCG:
- Từ góc độ người tiêu dùng
  - Mua hàng thường xuyên
  - Cam kết thấp (ít hoặc không cần nỗ lực để chọn sản phẩm)
  - Giá thấp
  - Tuổi thọ ngắn
  - Tiêu thụ nhanh
  - So sánh giá so với mua hàng trực tuyến của khách hàng.
- Từ góc độ tiếp thị
  - Khối lượng cao
  - Tỷ lệ lãi góp thấp
  - Mạng lưới phân phối rộng khắp
  - Vòng quay hàng tồn kho cao